# Барабан в ночи
«Барабан в ночи», в ином переводе — «Ночной барабан» (яп. 夜の鼓, ёру-но цудзуми; англ. Night Drum) — японский чёрно-белый фильм-драма, поставленный режиссёром Тадаси Имаи и выпущенный в прокат в 1958 году. По мотивам трагической пьесы «Стучи, барабан, над волнами реки Хори» Мондзаэмона Тикамацу. Кинолента, первоначально называвшаяся «Прелюбодеяние», по настоянию комитета по контролю и соблюдению норм нравственности в кино была переименована в «Барабан в ночи». Как видно из первоначального названия фильма в центре трагедии находится супружеская измена. В фильме скрыто критикуется феодальная мораль и обычаи, кодекс самурайской чести и система, согласно которой все правители со своими подчинёнными должны были через год уезжать жить в Эдо, что приводило к трагическим разрывам между мужьями и жёнами, распаду основы общества — семьи. Этой лентой Имаи положил начало реализму в жанре дзидайгэки.

## Сюжет
Хикокуро Огура, мелкий самурай феодала Тоттори, находился в течение года на службе сёгунату в Эдо и в начальных кадрах фильма мы наблюдаем за его возвращением домой. Но стоило ему войти в родной дом, как он начинает замечать нечто подозрительное. Окружающие его близкие, будь то мать или сестра, и даже слуги за его спиной перешёптываются, а при нём упорно молчат, потупив взгляд. Вскоре выясняется, что за время его отсутствия, жена Отанэ ему изменила, вступив в связь с учителем игры на японском барабане Миядзи. Хикокуро хочет простить её, но, поскольку о случившемся уже пошли слухи, чтобы смыть бесчестье он в соответствии с кодексом самурайской чести приказывает жене покончить с собой. Приготовившись к смерти, Отанэ приставляет кинжал к своей груди. Но у неё, дочери мещанина, не хватает решимости ударом клинка прервать свою жизнь. Тогда Хикокуро выхватывает меч и убивает жену. После этого, однако, он ведёт одинокую жизнь, покинутый всеми.

## В ролях
- Рэнтаро Микуни — Хикокуро Огура
- Инэко Арима — Отанэ, его жена
- Масаюки Мори — Миядзи, учитель игры на барабане
- Сумико Хидака — Цуна Уэмура, мать Сэйдзи
- Тэруо Мацуяма — Оюра
- Томоко Нараока — горничная Орин
- Кикуэ Мори — Кику, бабушка
- Сидзуэ Нацукава — Нака
- Китиэмон Накамура — Бунроку Огура
- Нобуо Канэко — Юкаэмон Исобэ
- Эйдзиро Тоно — Матаэмон Курокава
- Итиро Сугаи — Сиробэй Оота
- Ёси Като — Хэйма Кандзэ
- Тайдзи Тонояма — Сангобэй Масаяма
- Эйдзиро Янаги — Токи Ёнэбаяси

## Премьеры
- — 15 апреля 1958 года состоялась национальная премьера фильма в Токио[3]
- — европейская премьера фильма прошла в 26 июня 1966 года в ФРГ[4].

## Награды и номинации
Тадаси Имаи был охвачен стремлением положить этим фильмом начало реализму в традиционном историческом жанре «дзидайгэки». Сейчас никто не имеет представления о подробностях жизни мелких самураев эпохи Токугава. Имаи постарался как можно вернее воссоздать на экране эту жизнь. Новое историческое кино может начать своё существование и с того, чтобы показать, например, как тогда самураи выбривали себе лбы, как часто они это делали. Благодаря такой новизне деталей, благодаря мастерской режиссуре, воскресившей один за другим все штампы и формулы «дзидайгэки», фильм «Ночной барабан» оставляет ощущение правды. Кажется, что ты наблюдаешь жизнь наших предков, живших 300 лет назад. В намерения режиссёра входило, по-видимому, показать трагедию эпохи, выйдя за пределы трагедии отдельной личности...
Кинопремия «Кинэма Дзюмпо» (1959 год)
- Выиграны:[5]

- премия за лучший сценарий 1958 года — Синобу Хасимото (ex aequo — «Три негодяя в скрытой крепости» и «Засада»).

- Номинация:

- на премию за лучший фильм 1958 года, однако по результатам голосования кинолента заняла 6 место.

Кинопремия «Майнити»
- 13-я церемония награждения (за 1958 год)[7].

Выиграны:
- за лучший сценарий — Синобу Хасимото (ex aequo — «Засада» и «Перистые облака»).

## Комментарии
1. ↑  Под названием «Барабан в ночи» фильм появился в русском переводе в сети на торрент-трекерах и сайтах онлайн-просмотров. Название «Ночной барабан» было устоявшимся в киноведении, именно так фильм именовали во всех изданиях по кино советских времён, например в «Кинословаре» (М. «Советская энциклопедия», 1986. С. 150, 464), а также в русских переводах книг японских критиков Акиры Ивасаки «Современное японское кино» и «История японского кино»; Тадао Сато «Кино Японии» и других изданиях.